# モーツァルトの舞曲
モーツァルトの舞曲では、ヴォルフガング・アマデウス・モーツァルトの舞曲を作品リストにし、舞曲作品について述べる。

## 舞曲作品一覧

### 総覧
| K.      | K6.    | 作品タイトル                                             | 作曲年   | 備考                                                |
| ------- | ------ | -------------------------------------------------------- | -------- | --------------------------------------------------- |
| 41d     |        | 様々な編成によるメヌエット                               | 1768以前 | 紛失                                                |
| 61g-1   |        | メヌエット イ長調                                        | 1770     | 疑作                                                |
| 61h     |        | 6つのメヌエット                                          | 1771/72? | 一部トリオなし                                      |
| 64      |        | メヌエット ニ長調                                        | 1769     | L.モーツァルト作?                                   |
| 65a     | 61b    | 7つのメヌエット                                          | 1772     | 1769年とも                                          |
| 94      | 73h    | メヌエット ニ長調                                        | 1769     |                                                     |
| 101     | 250a   | 4つのコントルダンス                                      | 1776     |                                                     |
| 106     | 588a   | 序曲と3つのコントルダンス                                | 1790     |                                                     |
| 103     | 61d    | 20のメヌエット                                           | 1772     | 第12曲にピアノ編曲版あり。一部トリオなし            |
| 104     | 61e    | 6つのメヌエット                                          | 1770     | 編曲                                                |
| 105     | 61f    | 6つのメヌエット(トリオ付き)                              | ?        | 偽作=M.ハイドン作                                   |
| 122     | 73t    | メヌエット 変ホ長調                                      | 1770     | 疑作                                                |
| 123     | 73g    | コントルダンス 変ロ長調                                  | 1770     |                                                     |
| 164     | 130a   | 6つのメヌエット                                          | 1772     |                                                     |
| 176     |        | 16のメヌエット                                           | 1773     | 一部トリオなし。第11曲にピアノ版あり                |
| 267     | 271c   | 4つのコントルダンス                                      | 1777     |                                                     |
| 269b    |        | ヤン・ルドルフ・チェルニン伯爵のための12のコントルダンス | 1771頃   | 疑作。4曲のみ現存                                   |
| 363     |        | 3つのメヌエット                                          | 1782/83? | トリオなし                                          |
| 461     | 448a   | 6つのメヌエット                                          | 1784     | 第6番はトリオなし(第6番は未完)                      |
| 462     | 448b   | 6つのコントルダンス                                      | 1784     | 後に管楽を付加                                      |
| 463     | 448c   | コントルダンスを伴う2つのメヌエット                      | 1784     |                                                     |
| 509     |        | 6つのドイツ舞曲                                          | 1787     |                                                     |
| 510     | C13.02 | 9つのコントルダンス                                      | ?        | 偽作                                                |
| 534     |        | コントルダンス ニ長調『雷雨』                            | 1788     |                                                     |
| 535     |        | コントルダンス ハ長調『戦闘』                            | 1788     |                                                     |
| 535a    |        | 3つのコントルダンス                                      | 1788     | ピアノ稿のみ現存                                    |
| 536     |        | 6つのドイツ舞曲                                          | 1788     |                                                     |
| 565     |        | コントルダンス                                           | 1788     |                                                     |
| 565a    |        | コントルダンス ニ長調                                    | ?        | 第2ヴァイオリンのパートのみ現存                     |
| 567     |        | 6つのドイツ舞曲                                          | 1788     |                                                     |
| 568     |        | 12のメヌエット                                           | 1788     |                                                     |
| 571     |        | 6つのドイツ舞曲                                          | 1789     |                                                     |
| 585     |        | 12のメヌエット                                           | 1789     |                                                     |
| 586     |        | 12のドイツ舞曲                                           | 1789     |                                                     |
| 587     |        | コントルダンス 変ロ長調『英雄コーブルクの勝利』          | 1789     |                                                     |
| 599     |        | 6つのメヌエット                                          | 1791     |                                                     |
| 600     |        | 6つのドイツ舞曲                                          | 1791     | 第5番は『カナリア』                                 |
| 601     |        | 4つのメヌエット                                          | 1791     |                                                     |
| 602     |        | 4つのドイツ舞曲                                          | 1791     |                                                     |
| 603     |        | 2つのコントルダンス                                      | 1791     |                                                     |
| 604     |        | 2つのメヌエット                                          | 1791     |                                                     |
| 605     |        | 3つのドイツ舞曲                                          | 1791     | 第3番は『そりすべり』。自作目録では第1曲と第2曲のみ |
| 606     |        | 6つのドイツ舞曲『レントラー風』                          | 1791     | 変ロ長調。管楽のパートは紛失                        |
| 607     | 605a   | コントルダンス 変ホ長調『婦人たちの勝利』                | 1791     |                                                     |
| 609     |        | 5つのコントルダンス                                      | 1791     |                                                     |
| 610     |        | コントルダンス ト長調『意地の悪い娘たち』                | 1791     |                                                     |
| 611     |        | ドイツ舞曲 ハ長調『ライエル弾き』                        | 1791     | K.602の第3番と同じ                                  |
| Anh.106 | 571A   | メヌエット イ長調                                        | 1789     | 断片のみ                                            |
| Anh.107 | 535b   | コントルダンス 変ロ長調                                  | 1789頃   | 断片のみ。K.603と関連?                              |
| deest   |        | メヌエット ハ長調                                        | 1772     | 断片のみ                                            |

### メヌエット
| K.      | K6.  | 作品タイトル                        | 作曲年   | 備考                                     |
| ------- | ---- | ----------------------------------- | -------- | ---------------------------------------- |
| 41d     |      | 様々な編成によるメヌエット          | 1768以前 | 紛失                                     |
| 61g-1   |      | メヌエット イ長調                   | 1770     | 疑作                                     |
| 61h     |      | 6つのメヌエット                     | 1771/72? | 一部トリオなし                           |
| 64      |      | メヌエット ニ長調                   | 1769     | L.モーツァルト作?                        |
| 65a     | 61b  | 7つのメヌエット                     | 1772     | 1769年とも                               |
| 94      | 73h  | メヌエット ニ長調                   | 1769     |                                          |
| 103     | 61d  | 20のメヌエット                      | 1772     | 第12曲にピアノ編曲版あり。一部トリオなし |
| 104     | 61e  | 6つのメヌエット                     | 1770     | 編曲                                     |
| 105     | 61f  | 6つのメヌエット(トリオ付き)         | ?        | 偽作=M.ハイドン作                        |
| 122     | 73t  | メヌエット 変ホ長調                 | 1770     | 疑作                                     |
| 164     | 130a | 6つのメヌエット                     | 1772     |                                          |
| 176     |      | 16のメヌエット                      | 1773     | 一部トリオなし。第11曲にピアノ版あり     |
| 363     |      | 3つのメヌエット                     | 1782/83? | トリオなし                               |
| 461     | 448a | 6つのメヌエット                     | 1784     | 第6番はトリオなし(第6番は未完)           |
| 463     | 448c | コントルダンスを伴う2つのメヌエット | 1784     |                                          |
| 568     |      | 12のメヌエット                      | 1788     |                                          |
| 585     |      | 12のメヌエット                      | 1789     |                                          |
| 599     |      | 6つのメヌエット                     | 1791     |                                          |
| 601     |      | 4つのメヌエット                     | 1791     |                                          |
| 604     |      | 2つのメヌエット                     | 1791     |                                          |
| Anh.106 | 571A | メヌエット イ長調                   | 1789     | 断片のみ                                 |
| deest   |      | メヌエット ハ長調                   | 1772     | 断片のみ                                 |

### ドイツ舞曲(レントラー)
| K.  | K6. | 作品タイトル                      | 作曲年 | 備考                                                |
| --- | --- | --------------------------------- | ------ | --------------------------------------------------- |
| 509 |     | 6つのドイツ舞曲                   | 1787   |                                                     |
| 536 |     | 6つのドイツ舞曲                   | 1788   |                                                     |
| 567 |     | 6つのドイツ舞曲                   | 1788   |                                                     |
| 571 |     | 6つのドイツ舞曲                   | 1789   |                                                     |
| 586 |     | 12のドイツ舞曲                    | 1789   |                                                     |
| 600 |     | 6つのドイツ舞曲                   | 1791   | 第5番は『カナリア』                                 |
| 602 |     | 4つのドイツ舞曲                   | 1791   |                                                     |
| 605 |     | 3つのドイツ舞曲                   | 1791   | 第3番は『そりすべり』。自作目録では第1曲と第2曲のみ |
| 606 |     | 6つのドイツ舞曲『レントラー風』   | 1791   | 変ロ長調。管楽のパートは紛失                        |
| 611 |     | ドイツ舞曲 ハ長調『ライエル弾き』 | 1791   | K.602の第3番と同じ                                  |

### コントルダンス
| K.      | K6.    | 作品タイトル                                             | 作曲年 | 備考                            |
| ------- | ------ | -------------------------------------------------------- | ------ | ------------------------------- |
| 123     | 73g    | コントルダンス 変ロ長調                                  | 1770   |                                 |
| 101     | 250a   | 4つのコントルダンス                                      | 1776   |                                 |
| 106     | 588a   | 序曲と3つのコントルダンス                                | 1790   |                                 |
| 267     | 271c   | 4つのコントルダンス                                      | 1777   |                                 |
| 269b    |        | ヤン・ルドルフ・チェルニン伯爵のための12のコントルダンス | 1771頃 | 疑作。4曲のみ現存               |
| 462     | 448b   | 6つのコントルダンス                                      | 1784   | 後に管楽を付加                  |
| 510     | C13.02 | 9つのコントルダンス                                      | ?      | 偽作                            |
| 534     |        | コントルダンス ニ長調『雷雨』                            | 1788   |                                 |
| 535     |        | コントルダンス ハ長調『戦闘』                            | 1788   |                                 |
| 535a    |        | 3つのコントルダンス                                      | 1788   | ピアノ稿のみ現存                |
| 565     |        | コントルダンス                                           | 1788   |                                 |
| 565a    |        | コントルダンス ニ長調                                    | ?      | 第2ヴァイオリンのパートのみ現存 |
| 587     |        | コントルダンス 変ロ長調『英雄コーブルクの勝利』          | 1789   |                                 |
| 603     |        | 2つのコントルダンス                                      | 1791   |                                 |
| 607     | 605a   | コントルダンス 変ホ長調『婦人たちの勝利』                | 1791   |                                 |
| 609     |        | 5つのコントルダンス                                      | 1791   |                                 |
| 610     |        | コントルダンス ト長調『意地の悪い娘たち』                | 1791   |                                 |
| Anh.107 | 535b   | コントルダンス 変ロ長調                                  | 1789頃 | 断片のみ。K.603と関連?          |

## 楽曲解説

### メヌエット

#### 様々な編成によるメヌエット K.41d
1768年以前にザルツブルクで作曲したとされる作品である。父レオポルトが作成した『作品目録』に記録が残るのみで、現在紛失している。

#### 6つのメヌエット K.61h
1771年または1772年頃にザルツブルクで作曲されたと推測される作品。楽譜に関する資料がないため詳細は不明だが、2回目のイタリア旅行の間に作曲されたものといわれている。
第1番 ハ長調
第2番 イ長調
第3番 ニ長調
第4番 変ロ長調
第5番 ト長調
第6番 ハ長調

#### 7つのメヌエット K.65a(61b)
1769年にザルツブルクで作曲された作品。完成した日付は1月26日と記載されている。自筆譜は紛失している。
第1番 ト長調
第2番 ニ長調
第3番 イ長調
第4番 ヘ長調
第5番 ハ長調
第6番 ト長調
第7番 ニ長調

#### 19のメヌエット K.103(61d)
1770年及び1771年にザルツブルクで作曲された作品。本来は20曲であった。
第1番 ハ長調
第2番 ト長調
第3番 ニ長調
第4番 ヘ長調
第5番 ハ長調
第6番 ト長調
第7番 ニ長調
第8番 ヘ長調
第9番 ニ長調
第10番 ト長調
第11番 ヘ長調
第12番 ハ長調
第13番 ハ長調
第14番 変ホ長調
第15番 変ロ長調
第16番 ト長調
第17番 ホ長調
第18番 イ長調
第19番 ハ長調
(第20番 )

#### 6つのメヌエット K.105(61h)
最初期に作曲されたメヌエット作品とされている。自筆譜が紛失しているため、作曲年代は1769年,1770年/71年,1771年/72年と諸説あり正確には不明で、また筆跡の研究から偽作と判明し、その候補としてM.ハイドンが挙げられているが確証はない。
第1番 ニ長調(M.ハイドンの作品からの編曲)
第2番 ニ長調(M.ハイドンの作品からの編曲)
第3番 ニ長調
第4番 ト長調
第5番 ト長調
第6番 ト長調

#### 6つのメヌエット K.164(130a)
1772年の6月にザルツブルクで作曲された作品。
第1番 ニ長調
第2番 ニ長調
第3番 ニ長調
第4番 ト長調
第5番 ト長調
第6番 ト長調

#### 16のメヌエット K.176
1773年の12月にザルツブルクで作曲された作品。同年のクリスマスから年末にかけて行われる舞踏会のために作曲されたと考えられている。
第1番 ハ長調
第2番 ト長調
第3番 変ホ長調
第4番 変ロ長調
第5番 ヘ長調
第6番 ニ長調
第7番 イ長調
第8番 ハ長調
第9番 ト長調
第10番 変ロ長調
第11番 ヘ長調
第12番 ニ長調
第13番 ト長調
第14番 ハ長調
第15番 ヘ長調
第16番 ニ長調

#### 8つのメヌエット K.315a(315g)
1773年にザルツブルクで作曲したとされる作品。本来はクラヴィーアのための作品で、現在その稿のみが現存する。
第1番 ハ長調
第2番 ト長調
第3番 ニ長調
第4番 ト長調
第5番 ハ長調
第6番 ヘ長調
第7番 ニ長調
第8番 イ長調

#### 3つのメヌエット K.363
1783年の夏頃にザルツブルクで作曲したとされる作品。譜面の材質などから多くの諸説がある。いずれもトリオがない短いメヌエットである。
第1番 ニ長調
第2番 変ロ長調
第3番 ニ長調

#### 5つのメヌエット K.461(448a)
1784年の初頭にウィーンで作曲された作品。舞踏会のために作曲されたもの。
第1番 ハ長調
第2番 変ホ長調
第3番 ト長調
第4番 変ロ長調
第5番 ヘ長調

#### 12のメヌエット K.568
1788年の12月24日にウィーンで作曲された作品。宮廷の主催によるレドゥーテンザールの舞踏会のために作曲されたもの。
第1番 ハ長調
第2番 ヘ長調
第3番 変ロ長調
第4番 変ホ長調
第5番 ト長調
第6番 ニ長調
第7番 イ長調
第8番 ヘ長調
第9番 変ロ長調
第10番 ニ長調
第11番 ト長調
第12番 ハ長調

#### 12のメヌエット K.585
1789年の12月にウィーンで作曲された作品。
第1番 ニ長調
第2番 ヘ長調
第3番 変ロ長調
第4番 変ホ長調
第5番 ト長調
第6番 ハ長調
第7番 イ長調
第8番 ヘ長調
第9番 変ロ長調
第10番 変ホ長調
第11番 ト長調
第12番 ニ長調

#### 6つのメヌエット K.599
1791年の1月23日にウィーンで作曲された作品。同年の謝肉祭で催される宮廷舞踏会のために作曲されたもの。
第1番 ハ長調
第2番 ト長調
第3番 変ホ長調
第4番 変ロ長調
第5番 ヘ長調
第6番 ニ長調

#### 4つのメヌエット K.601
1791年の2月5日にウィーンで作曲された作品。出版された当初はK.599とK.604と組み合わされて『12のメヌエット』とされていた。
第1番 イ長調
第2番 ハ長調
第3番 ト長調
第4番 ニ長調

#### 2つのメヌエット K.604
1791年の2月12日にウィーン作曲された作品。出版された当初はK.599とK.601と組み合わされて『12のメヌエット』とされていた。
第1番 変ロ長調
第2番 変ホ長調

### ドイツ舞曲

#### 6つのドイツ舞曲 K.509
1787年の2月6日にプラハで作曲された作品。モーツァルト自身によるピアノ編曲版も存在する。1787年にプラハを訪問した際に、ヨハン・パハタ伯爵のために作曲したものとされている。全体は切れ目なく続けて演奏される。
第1番 ハ長調
第2番 ト長調
第3番 変ロ長調
第4番 ニ長調
第5番 ヘ長調
第6番 ヘ長調

#### 6つのドイツ舞曲 K.536
1788年の1月27日にウィーンで作曲された作品。宮廷の舞踏会場レドゥーテンザールのために作曲されたものである。
第1番 ハ長調
第2番 ト長調
第3番 変ロ長調
第4番 ニ長調
第5番 ヘ長調
第6番 ヘ長調

#### 6つのドイツ舞曲 K.567
1788年の12月6日にウィーンで作曲された作品。1788年から1789年の謝肉祭で行われる舞踏会のために作曲されたといわれている。
第1番 変ロ長調
第2番 変ホ長調
第3番 ト長調
第4番 ニ長調
第5番 イ長調
第6番 ハ長調

#### 6つのドイツ舞曲 K.571
1789年の2月21日にウィーンで作曲された作品。作曲の動機は不明である。
第1番 ニ長調
第2番 イ長調
第3番 ハ長調
第4番 ト長調
第5番 変ロ長調
第6番 ニ長調

#### 12つのドイツ舞曲 K.586
1789年の12月にウィーンで作曲された作品。宮廷の舞踏会場レドゥーテンザールのために作曲されたもの。
第1番 ハ長調
第2番 ト長調
第3番 変ロ長調
第4番 ヘ長調
第5番 イ長調
第6番 ニ長調
第7番 ト長調
第8番 変ホ長調
第9番 変ロ長調
第10番 ヘ長調
第11番 イ長調
第12番 ハ長調

#### 6つのドイツ舞曲 K.600
1791年の1月29日にウィーンで作曲された作品。晩年のモーツァルトが盛んに作曲したドイツ舞曲の1曲で、第5番『カナリア』は知られている。
第1番 ハ長調
第2番 ヘ長調
第3番 変ロ長調
第4番 変ホ長調
第5番 ト長調『カナリア』
第6番 ニ長調

#### 4つのドイツ舞曲 K.602
1791年の2月5日にウィーンで作曲された作品。第3番の『ライエル弾き』は知られているが、この第3番だけなぜか「K.611」の番号が与えられている。
第1番 変ロ長調
第2番 ヘ長調
第3番 ハ長調『ライエル弾き』(または『辻音楽師』)
第4番 イ長調

#### ドイツ舞曲 ハ長調 K.611『ライエル弾き』
1791年の2月5日にウィーンで作曲された作品であるが、K.602の第3番に含まれる作品である。

#### 3つのドイツ舞曲K.605
1791年の2月12日にウィーンで作曲された作品である。第3番の『そり滑り』がよく知られている。

#### 6つのレントラー K.606
1791年の2月28日にウィーンで作曲された作品である。本来は管楽のアンサンブルのための作品とされているものの、編成について記録が残されていない。なお弦楽合奏版、ピアノ版のみが現存する。また、メロディICにも使用され、京浜急行電鉄の一部以外の駅の接近メロディとして使用されている。

### コントルダンス

#### コントルダンス 変ロ長調 K.123(73g)
1770年の4月13日または14日にローマで作曲された作品。

#### 4つのコントルダンス K.101(250a)
1776年にザルツブルクで作曲された作品。疑作とされている。
第1番 ヘ長調(ガヴォット)
第2番 ト長調
第3番 ニ長調
第4番 ヘ長調(ガヴォット)

#### 序曲と3つのコントルダンス K.106(588a)
1790年の1月頃にウィーンで作曲したとされる作品。自筆譜はなく、『新モーツァルト全集』では新作ではないとして除外されている。
序曲 ニ長調
第1番 ニ長調
第2番 イ長調
第3番 変ロ長調

#### 4つのコントルダンス K.267(271c)
1776年にザルツブルクで作曲された作品。同年の謝肉祭のために作曲されたものと考えられている。
第1番 ト長調
第2番 変ホ長調(ガヴォット)
第3番 イ長調(ガヴォット)
第4番 ニ長調

#### ヤン・ルドルフ・チェルニン伯爵のための12のコントルダンス K.269b
1777年にザルツブルクで作曲された作品。原曲はクラヴィーアのための作品である。本来12曲の曲集であったが、現在は4曲のみが現存し、クラヴィーアの形として記譜されている。

#### 6つのコントルダンス K.462(448b)
1784年の1月(またはそれ以前?)にウィーンで作曲したとされる作品。弦楽と管楽のパート譜が別の紙に書かれており、これは後から管楽を付加したものと考えられている。
第1番 ハ長調
第2番 変ホ長調
第3番 変ロ長調
第4番 ニ長調
第5番 変ロ長調
第6番 ヘ長調

#### コントルダンス ニ長調 K.534『雷雨』
1788年の1月にウィーンで作曲された作品。皇室の宮廷作曲家として仕事を始めた時に作曲されたもので、この作品はその最初に作られたものである。全体は32小節で非常に短い。

#### コントルダンス  K.535『戦闘』
1788年の1月23日にウィーンで作曲された作品。同じく皇室の宮廷作曲家として仕事を始めた時に作曲されたもので、K.534と同じ1月に成立している。

#### 3つのコントルダンス K.535a
1788年初め頃にウィーンで作曲された作品。本来はクラヴィーアのために作曲された『6つのコントルダンス』の中の作品である。
第1番 ハ長調
第2番 ト長調
第3番 ト長調

#### コントルダンス ハ長調 K.587『英雄コーブルクの勝利』
1789年12月にウィーンで作曲された作品。その3か月前の9月22日、コーブルク・ザーフェルト公という元帥はルーマニアでトルコの軍勢を撃破して勝利し、その功績を祝すために作曲されたもの。

#### 2つのコントルダンス K.603
1791年の2月5日にウィーンで作曲された作品。宮廷舞踏会のために作曲された。
第1番 ニ長調
第2番 変ロ長調

#### コントルダンス 変ホ長調 K.607(605a)『女の勝利』
1791年の2月28日にウィーンで作曲された作品。タイトルはパスクヮーレ・アンフォッシのオペラ『女の勝利(婦人たちの勝利)』からとられている。自筆譜は現存するが完全な状態ではなく、54小節以降が欠落しており、その部分は発見されていない。後に欠落した部分をエリック・スミスによって補筆されている。

#### 5つのコントルダンス K.609
1787年から1788年または1791年頃にウィーンで作曲された作品。最晩年の作品とされていたが、近年は少し以前の作品ではないかとする説が有力となっている。第1曲にオペラ『フィガロの結婚』の「もう飛ぶまいぞ、この蝶々」が引用されている。
第1番 ハ長調『もう飛ぶまいぞ、この蝶々』
第2番 変ホ長調
第3番 ニ長調
第4番 ハ長調
第5番 ト長調

#### コントルダンス ト長調 K.610『意地の悪い娘たち』
1783年または1791年頃にザルツブルクあるいはウィーンで作曲された作品。楽器編成には2種類の版が存在する。

#### コントルダンス 変ロ長調 K.Anh.107(535b)
1790年から1791年頃にウィーンで作曲したとされる作品。作曲年代は1788年の説もある。未完及び断片のみで、楽譜は23小節以降は中断され、またヴァイオリンのパートのみが記載されている。

#### コントルダンス ニ長調 K.565a
1788年10月頃にウィーンで作曲したとされる作品。楽器編成は不明で、第2ヴァイオリンのパート譜のみが現存する断片のみの作品。全体は32小節である。